# Tom Welling
Thomas John Patrick „Tom” Welling (ur. 26 kwietnia 1977 w Putnam Valley) – amerykański aktor, reżyser i producent telewizyjny, model, najlepiej znany jako młody Superman/Clark Kent z serialu The CW Tajemnice Smallville (Smallville, 2001–2011). W 2001 wystąpił jako Rob “Karate Rob” Meltzer w drugim sezonie serialu Potyczki Amy (Judging Amy). W październiku 2017 został zaangażowany do roli porucznika Marcusa Pierce’a w serialu Lucyfer (Lucifer).

## Życiorys

### Wczesne lata
Urodził się w Putnam Valley, w stanie Nowy Jork w rodzinie rzymskokatolickiej jako syn Bonnie i Toma Wellinga Sr. Jego ojciec pracował w General Motors. Ma pochodzenie niemieckie, szkockie, irlandzkie, angielskie i szwajcarskie. Dorastał z dwiema starszymi siostrami - Rebeccą i Jamie oraz młodszym bratem Markiem (ur. 14 lutego 1980). Spędził część swojego dzieciństwa w Wisconsin, zanim w trzeciej klasie wraz z rodziną przeprowadził się do Hockessin w Delaware. Uczęszczał do prywatnej szkoły średniej Salesianum School w Wilmington. Następnie przeniósł się do Okemos w Michigan, gdzie 8 czerwca 1995 ukończył Okemos High School. W szkole, Tom bardziej uchodził za sportowca niż aktora; grał w wielu przedstawieniach szkolnych, choć nie dawało mu to takiej satysfakcji, jak uprawianie sportu. Następnie pracował jako budowniczy w magazynie.

### Kariera
Wiosną 1998, podczas wakacyjnej podróży ze swoimi przyjaciółmi w Nantucket w Massachusetts, został odkryty przez fotografa katalogu mody, który zaproponowano mu kontrakt. W 2000 pracował jako model dla Louisa Modeling Agency w Los Angeles. Brał udział w kampaniach reklamowych dla Tommy’ego Hilfigera, Abercrombie & Fitch i Calvina Kleina. Podczas swojej pracy poznał Ashtona Kutchera, z którym się zaprzyjaźnił. Wystąpił też w teledysku do piosenki Angeli Vii „Picture Perfect” (2000). W maju 2008 trafił na okładkę „Vogue” wraz z modelką Victoria’s Secret - Maryną Linczuk.
Po raz pierwszy wystąpił na szklanym ekranie jako instruktor karate Rob „Karate Rob” Meltzer w serialu CBS Potyczki Amy (2001). Z kolei na dużym ekranie zadebiutował jako Charlie Baker, starszy syn Steve Martina i Bonnie Hunt w komedii familijnej Fałszywa dwunastka (Cheaper by the Dozen, 2003), a za rolę był nominowany do Teen Choice Awards. W 2005 powstał sequel - Fałszywa dwunastka II (Cheaper by the Dozen 2).
W 2001 wygrał casting na rolę młodego Supermana w serialu Tajemnice Smallville. Pilot serialu wyemitowany w październiku 2001 miał 8,4 milionów widzów. W wywiadzie dla „TV Guide” powiedział, że nie jest sympatykiem komiksu o przygodach Supermana, ale jest fanem Christophera Reeve’a. Sukces tej serii sprawił, że został wybrany przez magazyn „People” jedną z największych gwiazd w roku 2001 i w 2002 zdobył nagrodę Teen Choice Awards. Następnie w 2006 wyreżyserował kilka odcinków Tajemnic Smallville. W 2009 kupił własną firmę filmową. 
W melodramacie Wybór (The Choice, 2016) zagrał postać doktora Ryana McCarthy.

## Życie prywatne
W czerwcu 1999 poznał modelkę Jamie White, którą poślubił 5 lipca 2002. Jednak 22 listopada 2015 roku rozwiedli się. 

## Filmografia

### Aktor
- Potyczki Amy (Judging Amy, 2001) jako Rob Meltzer, nauczyciel karate
- Łowcy Koszmarów (Special Unit 2, 2001) jako Ofiara
- Studenciaki (Undeclared, 2001) jako Fratt Guy
- Tajemnice Smallville (Smallville, 2001-2010) jako Clark Jerome Kent / Kal-El
- Fałszywa dwunastka (Cheaper by the Dozen, 2003) jako Charlie Baker
- Mgła (The Fog, 2005) jako Nick Castle
- Fałszywa dwunastka II (Cheaper by the Dozen 2, 2005) jako Charlie Baker
- Parkland (Parkland, 2013) jako Roy Kellerman
- Ostatni gwizdek (Draft day, 2014) jako Brian Drew
- Wybór ( The Choice, 2016) jako  Dr Ryan McCarthy
- Lucyfer (Lucifer, 2016) jako porucznik Marcus Pierce / Kain

### Producent
- Tajemnice Smallville (Smallville, 2009-2010)

### Reżyser
- Tajemnice Smallville (Smallville, 2006-2010)